# 土地開発

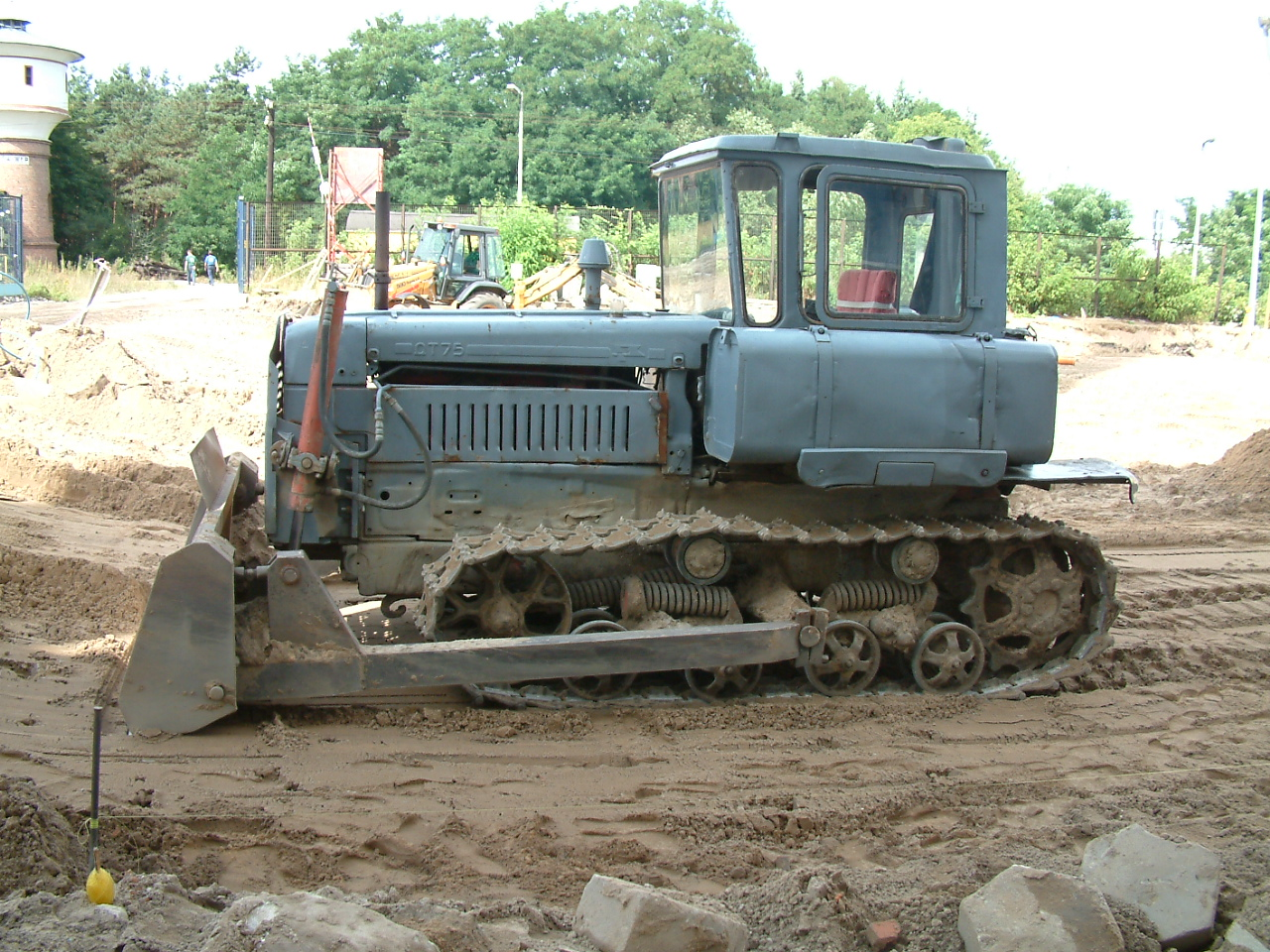
その発明以来、 ブルドーザーのような重機は土地開発における土木作業に有用となる

土地開発（とちかいはつ、Land development）とは、景観を次のようなさまざまな方法で変更すること。
- 農地や住宅などの目的で地形を自然状態または半自然状態から変える
- 不動産を細分化し 、通常は家を建てる
- 例えば未使用の工場施設をコンドミニアムに変換するなど、不動産開発やその目的の変更

## 経済的側面
経済学の文脈では、土地改良(land improvementまたはland amelioration）として喧伝されることもある。 それは、人間が土地をより使いやすくするための投資を指している。 会計目的では、財産の価値を高めるあらゆるプロジェクトを指す。大部分は償却は可能であるが、一部の土地改良では、耐用年数を決定できないため減価償却することができない。建物で住宅と倉庫は、一般的開発の中で最も古いタイプの2つである。
都市的な基盤整備では、土地開発にはさらに以下が含まれる。
- 道路工事
  - アクセス道路、歩道、駐車場
  - ブリッジング
- 造園工事
  - クリアリング 、テラス リング 、または土地の平準化
- フェンスの設置 、それよりも少ない程度でのヘッジ
- 地方自治体サービスと公益事業へのサービス接続
- 排水、運河
- 外部照明（街灯など）

土地所有者または開発者は、しばしばどんな規模のプロジェクトでも利益を最大化し、リスクを最小限に抑え、キャッシュフローをコントロールしたいことがある。この場合の「利益向上」とは、地元の計画プロセスを満足させながら、地元の市場に最適な計画を特定して開発することを意味する。
開発分析では、開発の見通しと開発プロセスそのものを顕微鏡下に置き、拡張と改善が導入される場所を特定。これらの改善は、土地所有者や開発者のために土地価値と利益率を上げることの最も重要な目的をもって、プロジェクトの最高のデザインプラクティス、政治的な敏感性、必然的な社会的要件に合わせることを目指している。
ストーンフィールド 郊外開発
- a
- b
- c

開発の分析で、土地と開発の価値を大幅に増やすことができる。土地所有者や開発者にとっては、これが重要な指標である。ケビン・リンチが1960年に発表した『都市のイメージ（The Image of the City）』が本質的なステップであり、土地の価値潜在力を実現するために不可欠であると考えられている。土地所有者は、土地の開発可能性を意識して追加の計画利益（重要な価値向上）を分担することができうる。これは、残存開発査定または残存評価によって行われる。 残存評価では、最終製品の売却価額（GDV）が計算され、計画費、 建設費、財務費用、開発者利益などの費用が仮定される。「残余」または残余割合は、土地価値を表す。したがって、GDV（土地に建設できるGDV）を最大化することで、土地価値が同時に向上する。
土地の価格は、需要と供給 （製品の場合）、建設のコスト、計画および手頃な住宅拠出などに非常に敏感である。開発システムの複雑さと「バリュードライバー」の影響を理解することは、土地所有者の販売価値に大きな違いをもたらす可能性がある。

## 地形変換の面
土地開発は、そのプロセスの結果として期待される経済発展に重点を置く。 「土地変換」は、 土地利用の変化の一般的な物理的および生物学的側面に焦点を当てようとする。 経済的意味での「土地改良」は、しばしば生態学的観点から土地の劣化につながる可能性がある。 土地の開発と土地価値の変化は、通常、開発された地域の生態系の変化を考慮に入れていない。 植生カーペットを持つ（田舎の）土地を建物の土地に変換すると、 経済成長や土地価格の上昇 、 生息地の破壊による動植物の喪失、 生態系サービスの喪失、 環境価値の低下などの不可逆性 環境全費用会計においては先験的なものとしか考えられていない。

### 建築地への転換

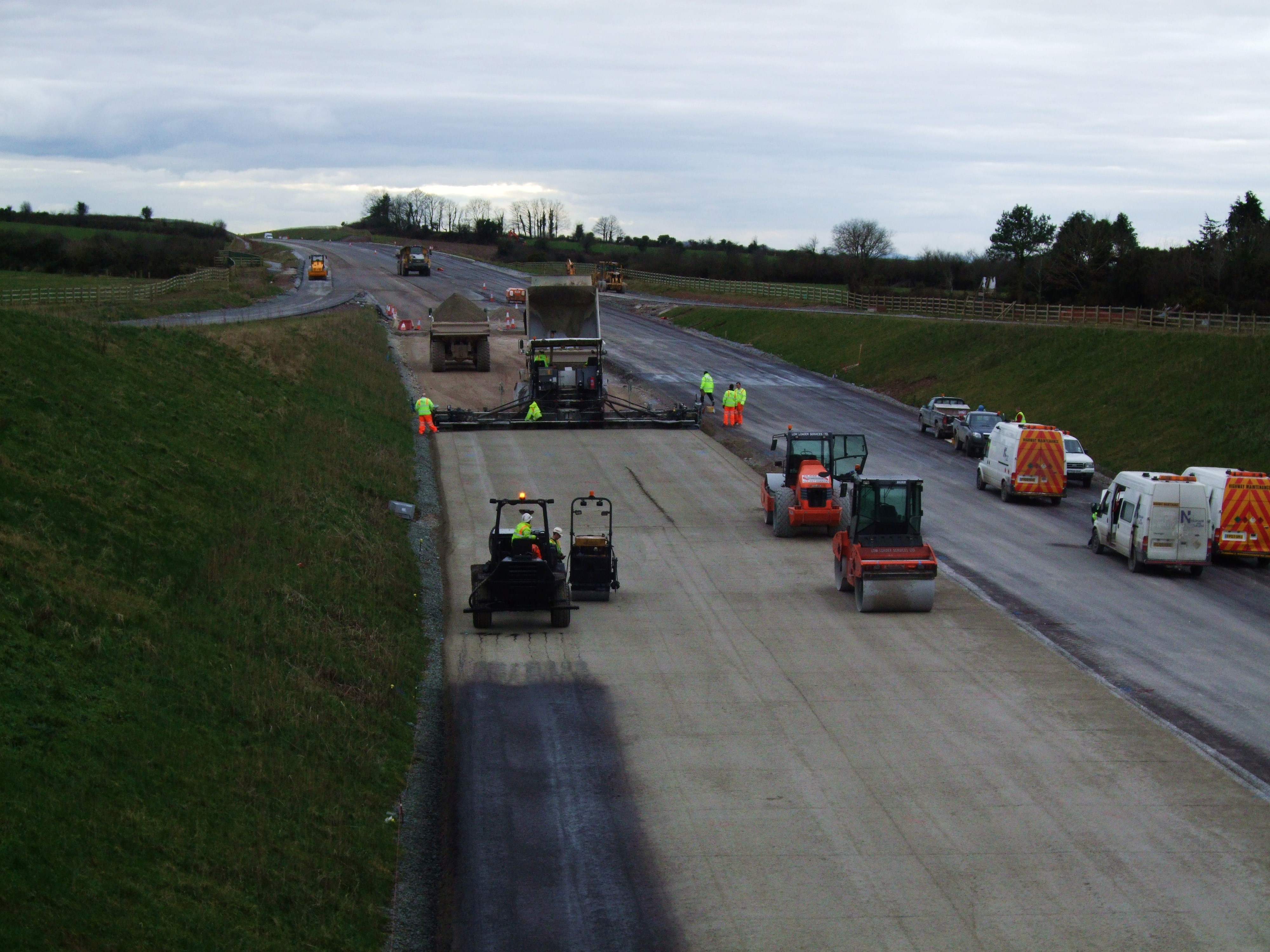
アイルランドの高速道路建設

宅地への変換は、すでに土砂の安定、不浸透性の表面およびその後（汚染された）表面流出水を通じて土壌化学を構成する表土を研磨し 、土壌の圧縮 および部分修正をそれ自体はもたらし、道路建設と関連した規則としてである。

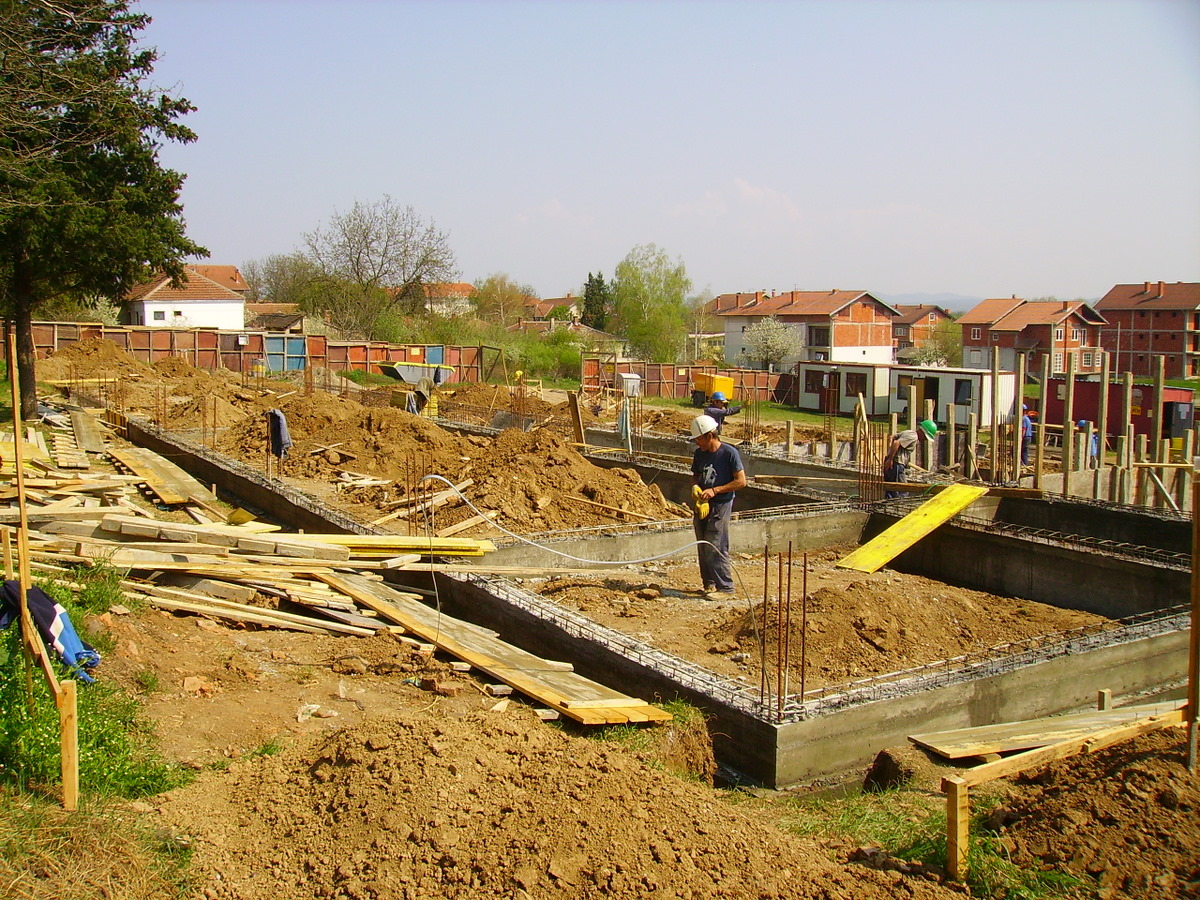
建物の建設

建設活動は多くの場合、土壌の大部分を雨や栄養サイクルから効果的に遮断し、建物や道路下の土壌を効果的に「消費」し、不妊にする。
緑の建物 （おそらく緑の都市主義の構成員）は屋上ガーデニングや吊りガーデンでの試みを除いて、高等植物の栄養はコンクリートやアスファルトの表面、相補散在の庭園や公園の区域にも失われている。

### 農地への転換

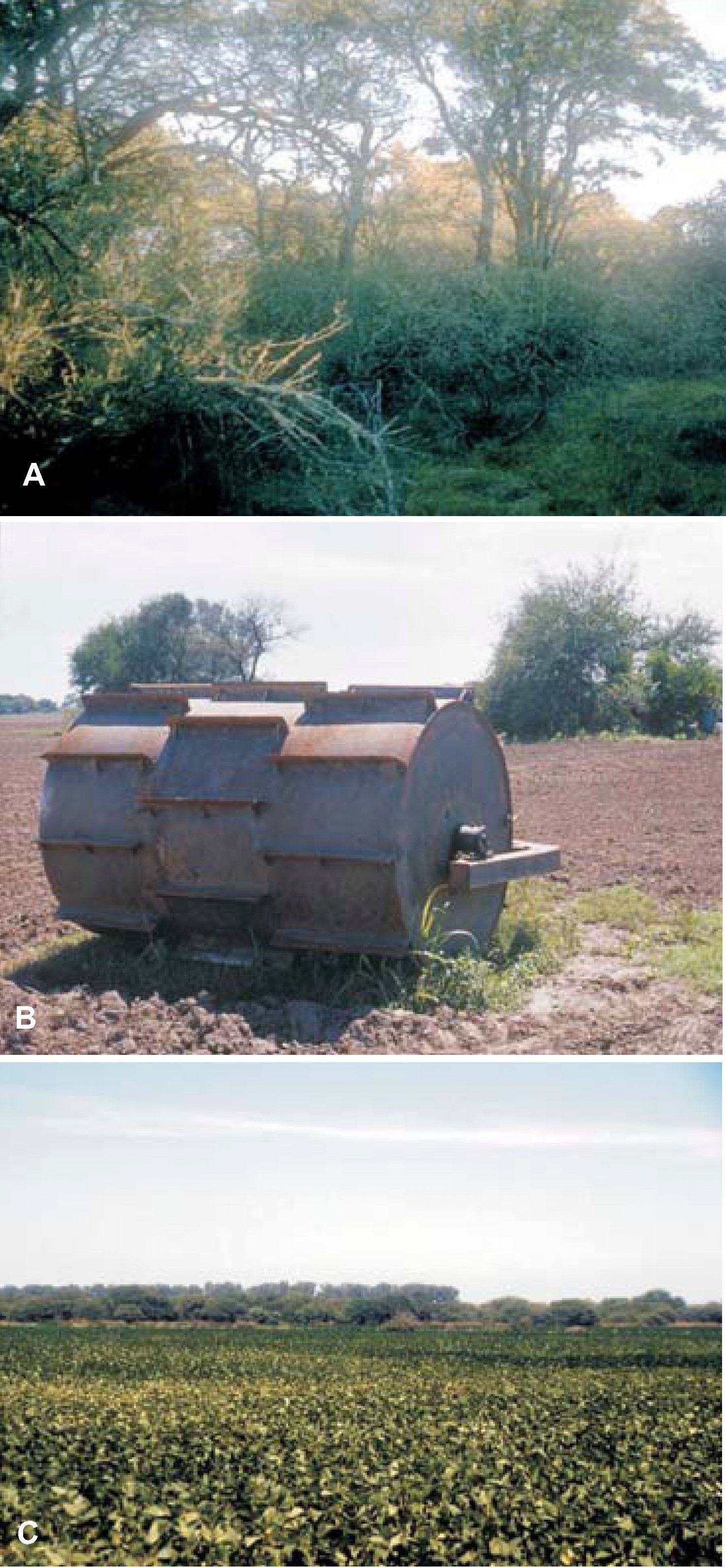
アルゼンチンとボリビアでは、 チャコ 森林 （A）が世界で最も高い水準（B）で伐採され、 大豆栽培に移行する（C）

農地の新しい創造（または「農地変換」）は、過去の森林、サバンナまたは草地の転換開発に依存する。 荒地、砂漠または以前の不浸透性の表面からの農地のレクリエーションは、後者の肥沃な土壌の劣化または欠如のため、かなり少ない頻度で行われる。森林から始まって、土地は攻撃や焼き払いで耕作できうる。 農業開発には、
- 水文学的対策（土地均等化、排水、灌漑、時には地すべりと洪水管理）
- 土壌改良 （受精、生産的な化学バランスの確立）
- 道路工事

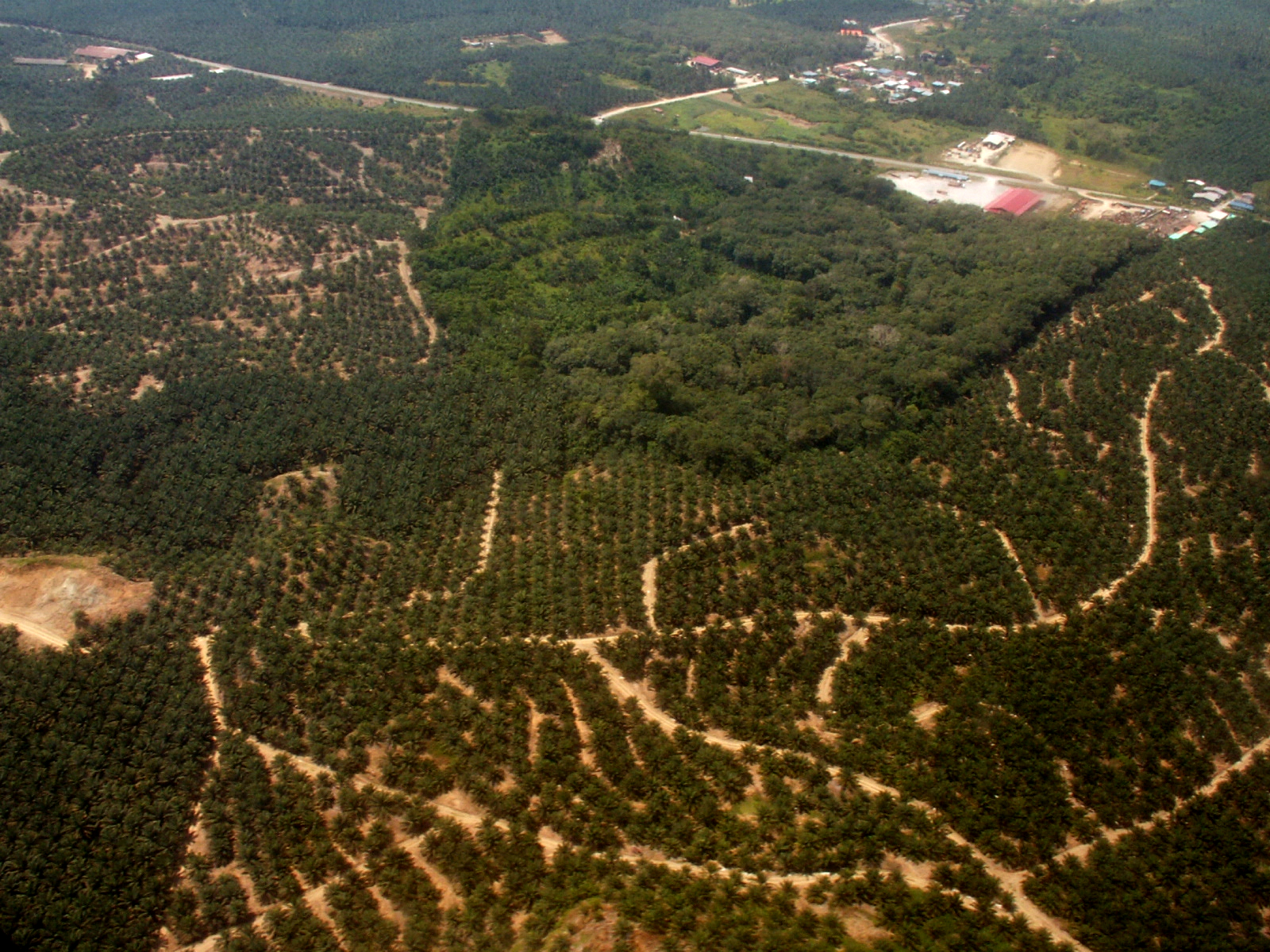
ボルネオ島のオイルヤシのプランテーションと熱帯雨林の断片

新しく作った農地は樹木の根で安定化した土壌より侵食されやすいため、このような変換は生態学的閾値の不可逆的な交差を意味するかもしれない。
結果として生じている森林伐採は、また、森林再生または植林によって容易に補償されない。これは、特にモノカルチャーとして実現される時に、失われた森林である。なぜなら、風浸食（防風林）からの水質の保護と保護のための方法としての他の木の大規模農場は、概して生物の多様性を欠くからである。

その結果生じる森林伐採は、 植林や植林によっても容易には補償されない。 これは、 水の保護と防風手段（ 避難所 ）のための手段としての他の樹木の植林は、原則として、 孤立した森林の生物多様性を欠いているためです。 また、 土壌安定化および浸食制御手段は、前回の無傷の植生と同様に表土を保存するのに有効ではないかもしれない。
持続可能な農業も参照。

### 修復
生態学的および地質学的影響を適切に考慮する必要のない大規模な土地変換は、次のような悲惨な結果につながる可能性がある。
- 一般的な土壌劣化
  - 食塩水の地下水による灌漑の結果としての、例えば中央アジアにおける壊滅的土壌塩分化およびソロンチャック形成
  - 砂漠化 、土壌浸食 、排水による生態学的変化
  - 生理食塩水の浸出
- 野生動物の生息地の損失

産業や鉱業用に土地が開発された場合、有害な影響が特に目に見える可能性があるが、農業生産や土地利用は影響を受ける生態系に多大かつ時には不可逆的な影響を与える可能性がある。
厳格な意味での土地開発として計上された土地再生 / 土地リハビリの例はまだまれである。しかし再生、森林再生、河川復元は、特に人口密度の高い地域ではより健康的な環境と生活の質に貢献する可能性がある。公園や庭園のような計画された植生についても同じことが当てはまるが、修復は特定の役割を果たす。これは過去の建設や農業分野への転換を逆転させるためである。

## 参考
- RJ Oosterbaan、国際的な土地改良研究所、Wageningen、オランダ。 塩水浸水からの改善 土地排水に関するソフトウェアと記事の無償ダウンロード。
- Kone、D. Linda（2006）。 土地開発 （第10版）。 ワシントンDC：国内建設業者協会。 ISBN 9780867186093 。
- Dewberry＆Davis（2008）。 土地開発ハンドブック （第3版）。 ニューヨーク：McGraw-Hill Professional。 ISBN 9780071640930